# Polygoniodes terraba
Polygoniodes terraba là một loài bướm đêm trong họ Noctuidae.